# Black Blood Brothers
Black Blood Brothers (ブラック·ブラッド·ブラザーズ?, Burakku Buraddo Burazāzu) è una serie di light novel scritta Kouhei Azano ed illustrata da Yuuya Kusaka. La serie è conosciuta anche con il nome BBB (ブ·ブ·ブ?, BuBuBu). Dalla serie di light novel sono poi stati tratti anche una serie televisiva anime di 12 episodi e un manga di un volume. In Italia l'anime è stato acquistato da Yamato Video e la sua trasmissione è avvenuta tra il 2013 e il 2014 sul canale YouTube Yamato Animation dell'azienda milanese prima sottotitolato e poi doppiato oggi non più disponibile.

## Trama
La vicenda si svolge dieci anni dopo la guerra santa a Honkong. Durante questa guerra, Jiro Mochizuki, alias Silver Blade, un vampiro, combatteva in difesa dei bambini di Koloown. Durante la storia, Jiro ritorna in Giappone con il fratello minore, Kotaro.Ben presto scopriranno però che i bambini salvati da Jiro sono ora ricercati come infiltrati nella "zona speciale", una città prospera dove è vietato l'accesso alla stirpe di Koloown. Silver dovrà combattere ancora per salvare il fratello, rapito da un bambino di Kowloon.

## Personaggi
- Jiro Mochizuki, alias Silver Blade, vampiro appartenente ad una famiglia d'élite. Combatte nella guerra santa di Honkong.
- Kotaro Mochizuki, fratello di Jiro verrà rapito da un bambino di Kowloon e per questo Jiro tornerà a combattere.
- Mimiko Katsuragi (Katsuragi Mimiko) Ryoko Nagata (giapponese ); Colleen Clinkenbeard (inglese americano)

un'orfana che cerca di mediare il dialogo tra vampiri ed esseri umani, tra i quali scorre un odio sconfinato.
- Cassandra Jill Warlock , (Kasandora Jiru Vōrokku)
doppiata da Miyuki Sawashiro (); Luci Christian ()
- una vampira, vecchia amica dei due protagonisti
- Sei
- Zelman Cock

## Anime

### Sigla
Sigla iniziale
- "Ashita no kioku" (明日の記憶?), testo di Naozumi Takahashi, musica e arrangiamento di Riki Arai, interpretata da Naozumi Takahashi.

Sigla finale
- "Shinkirō"  ( 蜃気楼, / 신기루?) interpretata dai LOVEHOLIC.

### Episodi
| Nº | Giapponese 「Kanji」 - Rōmaji | In onda           | In onda |
| Nº | Giapponese 「Kanji」 - Rōmaji | Giapponese        |         |
| 1  | 「黒き血の兄弟」 - Kuroki chi no kyōdai                                                                                              | 8 settembre 2006  |         |
| 2  | 「調停員(コンプロマイザー)」 - Conpuromaizaa                                                                                         | 15 settembre 2006 |         |
| 3  | 「九龍の血統(クーロンチャイルド)」 - Kūron chailudo                                                                                  | 22 settembre 2006 |         |
| 4  | 「古血(オールド・ブラッド)」 - Oorudo buraddo                                                                                        | 29 settembre 2006 |         |
| 5  | 「経済特別解放区(トック)」 - Tokku                                                                                                   | 6 ottobre 2006    |         |
| 6  | 「夜会(カヴン)」 - Yakai (kavun) | 13 ottobre 2006   |         |
| 7  | 「銀刃」 - Gin ha | 20 ottobre 2006   |         |
| 8  | 「護衛者」 - Goei mono | 27 ottobre 2006   |         |
| 9  | 「第十一地区」 - Dai jūichi chiku | 3 novembre 2006   |         |
| 10 | 「オーダー・コフィン・カンパニー」 - Oda. kofin. kanpani                                                                             | 10 novembre 2006  |         |
| 11 | 「海」 - Umi | 17 novembre 2006  |         |
| 12 | 「我が血統の永遠なる鼓動がためこの血の総てを捧げんことを」 - Waga kettō no eien naru kodō gatamekono chi no subete wo sasage nkotowo | 24 novembre 2006  |         |